# Place Alfred-Sauvy
La place Alfred-Sauvy est une voie du 15e arrondissement de Paris, en France.

## Situation et accès
La place Alfred-Sauvy est une voie publique située dans le 15e arrondissement de Paris. Cette place comporte 2 tronçons :
1. le 1er tronçon débute au no 23, rue Desaix et se termine au 1er tronçon en impasse.
2. le 2e tronçon débute allée Marguerite-Yourcenar et se termine allée du Général-Denain.

## Origine du nom
Cette place porte le nom de l'économiste, démographe et sociologue français Alfred Sauvy (1898-1990).

## Historique
Cette voie est créée dans le cadre de l'aménagement de la ZAC Dupleix sous le nom provisoire de « voie BS/15 ». Elle prend son nom actuel en 1995.